# Sonic Me
Sonic Me (Richard Veenstra en Joris Wolff) is een producers duo, opererend vanuit Leiden en Berlijn. Sonic Me is bekend van het maken van elektronische muziek, het produceren van remixes en tracks voor andere artiesten en het maken van jaarmixen en radioprogramma’s. Sonic Me is sinds 2005 bij elkaar.

## Remixes
- Elle Bandita - Barbies and Zombies (Sonic Me Remix)[1]
- Moke - Last Chance (Sonic Me Remix) - Universal Music (digital)
- Cavedoll - Put The Spell (Sonic Me Remix)
- HSSLHFF - Light Or Dark (Sonic Me Remix / Sonic Me Radio Edit)
- Krause - Radio Edit (Sonic Me Remix)
- Amy Meredith - Running (Sonic Me Remix)
- Heartsrevolution - Digital Suicide (Sonic Me Remix)[2]
- Cavedoll - Decoder (Sonic Me Remix) - Kitefishing Records (CD/Digital)[3]
- Robert Babicz - Basic (Sonic Me on Acid Remix) - Kostbar|musik (12"/digital)
- Hit Me TV - Maybe The Dancefloor (Sonic Me Remix) - DJ Release (cd/digital)
- MeloManics - WYSIWYL (Sonic Me Radio Edit) - BlackLabel Records (cd/digital)
- MeloManics - WYSIWYL (Sonic Me Kattek Remix) - BlackLabel Records (cd/digital)
- The Driplets - Drip Trip (Sonic Me RMX) - Labelized/SHIM Records (12")
- The Driplets - Drip Trip (Drip Stripped) Remix by Sonic Me and Lady Aïda - Labelized/SHIM Records (12")
- Sterlatone - Fine With Me (Sonic Me Remix) - iTunes Store (Digital)

## Radio
Van 2006 tot en met 2008 presenteerde Sonic Me twee wekelijkse radioprogramma's, Sonic Me on Saturday op Veronica V-Radio en Sonic Radio op het Australische PlasticAge Radio. Vast item in deze programma's was de Beatfreax Skip Tip, een collaboratie met online dancemusic community Beatfreax.

## Mixes
Voor Kink FM maakte Sonic Me de officiële Kink FM Yearmix 2005 en waren zij elke week te horen in een wekelijks item ‘Kink Crash’: een mash-up van tracks van verschillende artiesten.

## Trivia
- Wolff is de oudere broer van zanger-liedjesschrijver Florian Wolff.